# Marie-Paule Panza
Marie-Paule Panza (* 4. Januar 1960) ist eine ehemalige französische Judoka. Sie gewann eine Silbermedaille bei den Weltmeisterschaften 1980.

## Sportliche Karriere
Marie-Paule Panza kämpfte im Leichtgewicht, der Gewichtsklasse bis 56 Kilogramm. 1977 war sie Dritte der französischen Meisterschaften, 1978 belegte sie den zweiten Platz hinter Françoise Dufresnes.
Im September 1980 gewann sie das internationale Turnier in Straßburg. Ende November 1980 wurden in New York City erstmals Judo-Weltmeisterschaften für Frauen ausgetragen. Die Französinnen gewannen bei den Wettkämpfen in jeder der acht Gewichtsklassen eine Medaille. Marie-Paule Panza erreichte das Finale und unterlag dort der Österreicherin Gerda Winklbauer. 
1983 und 1984 belegte Panza noch zweimal den dritten Platz bei französischen Meisterschaften.